# جيمس غريفيثز
جيمس غريفيثز (بالإنجليزية: James Griffiths)‏ هو لاعب اتحاد الرغبي بريطاني، ولد في 2 يناير 1977 في غلانامان ‏ في المملكة المتحدة.